# Громадянська коаліція (Польща)
Громадянська коаліція (пол. Koalicja Obywatelska, KO)  — універсальний політичний альянс у Польщі, сформований навколо «Громадянської платформи» в опозиції до правлячої партії «Право і справедливість» (PiS).

## Історія
Громадянська коаліція спочатку була створена партіями «Громадянська платформа» та «Новочесна» для участі в місцевих виборах 2018 року. У червні 2019 року було оголошено, що Громадянська коаліція візьме участь у виборах до польського парламенту 2019 року, а Громадянська платформа та Modern створять спільний парламентську фракцію. Зелені наприкінці липня 2019 року заявили, що братимуть участь у виборах у складі Коаліції. У серпні 2019 року до Коаліції приєдналися Рух Сілезької автономії та інші організації-члени Сілезької виборчої угоди.

### Місцеві вибори 2018 року та нинішні
На місцевих виборах 2018 року Громадянська коаліція набрала 26,97 % голосів (друге місце після «Права і справедливості»), здобувши 194 місця. У 8 воєводствах коаліція отримала найкращий результат, а в Помор'ї — більшість місць. Коаліція показала гірші результати на повітових та мерських виборах. У першому турі 11 кандидатів Громадянської коаліції перемогли на виборах мерів міст (зокрема перемога Рафала Тшасковського у Варшаві). Крім того, до другого туру пройшли 15 кандидатів від Громадянської коаліції, з яких 8 були обрані. Кандидати Громадянської коаліції були обрані президентами 19 міст, а в чотирьох вона посідала друге місце після національно-консервативного «Права і справедливості».
Коаліція продемонструвала успішні результати на виборах у великих містах: Варшаві, Познані, Гданську, Вроцлаві, Лодзі та Кракові. Найкращі за середні результати були досягнуті в Західній та Північній Польщі (повернені території). В Опольському воєводстві Громадянська коаліція отримала високу підтримку серед німецької меншини. Однак вона має слабкішу підтримку в селах і в консервативній східній Польщі.
На парламентських виборах 2019 року Коаліція отримала більшість голосів у великих містах (як і на місцевих виборах 2018 року) та прилеглих до них районах.
Після того, як екзит-поли на парламентських виборах 2023 року показали, що коаліція впевнено посіла друге місце, відібравши чимало голосів у правлячій партії «Право і справедливість», лідер КО Дональд Туск сказав: «Я був політиком багато років. Я спортсмен. Ніколи в житті я не був таким щасливим, що зайняв, здавалося б, друге місце. Польща перемогла. Демократія перемогла.»

## Ідеологія
Громадянська коаліція — це універсальна партійна коаліція, яка складається з політичних партій, які займають політичні позиції від лівоцентристів до правоцентристів. ЗМІ та науковці також описували коаліцію як лівоцентристську та правоцентристську. Позиції коаліції щодо соціальних питань варіюються від прогресивізму до християнської демократії. Він переважно орієнтований на принципи лібералізму і спрямований на захист ліберальної демократії в Польщі. Вона підтримує членство Польщі в Європейському Союзі та НАТО.

## Результати участь у виборах

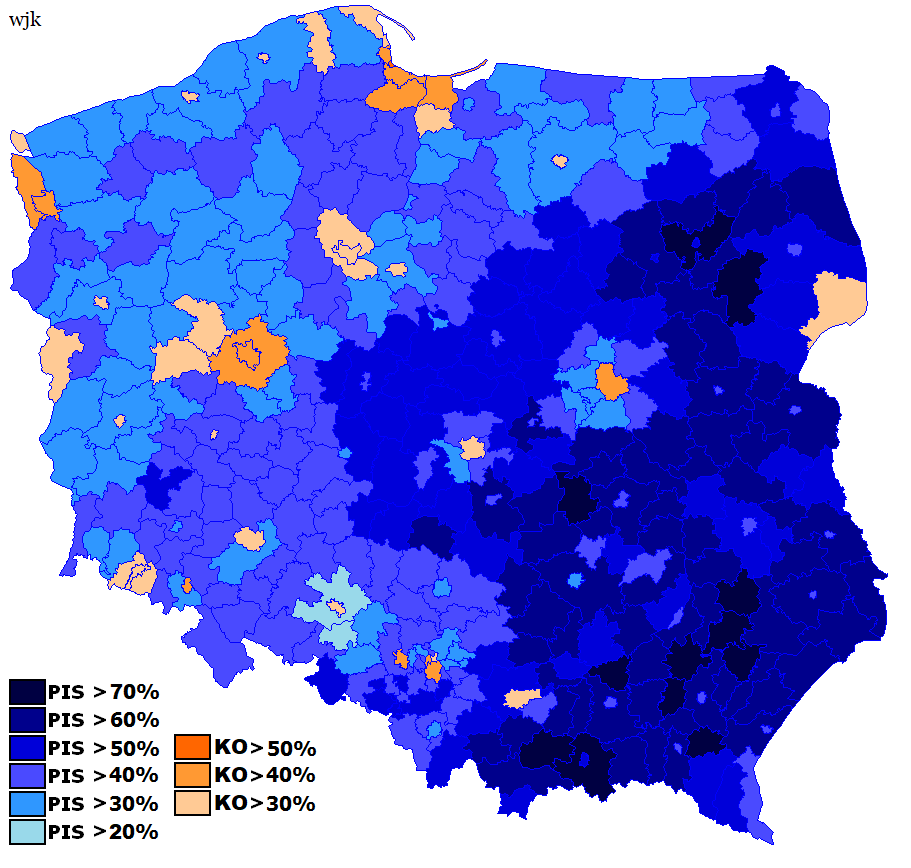
Партійні сили, які отримали найбільше голосів у повітах (Громадянська коаліція позначена помаранчевим) у 2019 році

| Рік  | Народне голосування | % голосів | Мандатів  | Лідер                     |
| ---- | ------------------- | --------- | --------- | ------------------------- |
| 2019 | 5,060,355           | 27,4 (#2) | 134 / 460 | Малґожата Кідава-Блонська |
| 2023 | 6,629,402           | 30,7 (#2) | 157 / 460 | Дональд Туск              |

### Участь у виборах до Сенату
| Рік  | Народне голосування | % голосів  | Мандатів | Лідер                     |
| ---- | ------------------- | ---------- | -------- | ------------------------- |
| 2019 | 6,490,306           | 35,66 (#2) | 43 / 100 | Малгожата Кідава-Блонська |
| 2023 | 6,187,295           | 28,91 (#2) | 41 / 100 | Дональд Туск              |

### Участь у виборах Президента
| Рік виборів | Кандидат           | 1 раунд                     | 1 раунд                           | 2 раунд                     | 2 раунд                           |
| Рік виборів | Кандидат           | Кількість загальних голосів | % від загальної кількості голосів | Кількість загальних голосів | % від загальної кількості голосів |
| ----------- | ------------------ | --------------------------- | --------------------------------- | --------------------------- | --------------------------------- |
| 2020        | Рафал Тшасковський | 5,917,340                   | 30,5 (№ 2)                        | 10 018 263                  | 49,0 (№ 2)                        |

### Участь у місцевих виборах

Місцеві вибори в Польщі до регіональних зборів (воєводств) у 2024 році. Результати PiS (синій), KO (помаранчевий колір)

| Воєводство           | Місць     | Управління |
| -------------------- | --------- | ---------- |
| Нижня Сілезія        | 15 / 36   | Коаліція   |
| Куявсько-Поморське   | 14 / 30   | Коаліція   |
| Люблінське           | 6 / 33    | Опозиція   |
| Любуське             | 14 / 30   | Коаліція   |
| Лодзинське           | 14 / 33   | Коаліція   |
| Малопольща           | 11 / 39   | Опозиція   |
| Мазовецьке           | 20 / 51   | Коаліція   |
| Опольське            | 14 / 30   | Коаліція   |
| Підкарпатське        | 5 / 33    | Опозиція   |
| Підляське            | 8 / 30    | Коаліція   |
| Поморське            | 20 / 33   | Коаліція   |
| Сілезьке             | 20 / 45   | Коаліція   |
| Свентокшиське        | 6 / 30    | Опозиція   |
| Вармінсько-Мазурське | 13 / 30   | Коаліція   |
| Великопольське       | 15 / 39   | Коаліція   |
| Західнопоморське     | 15 / 30   | Коаліція   |
| Всі місця            | Всі місця | 210 / 552  |